# Hemileuca bifasciata
Hemileuca bifasciata är en fjärilsart som beskrevs av Arthur Schüssler. Hemileuca bifasciata ingår i släktet Hemileuca och familjen påfågelsspinnare. Inga underarter finns listade i Catalogue of Life.